# سیتیاکوو
سیتیاکوو (به لاتین: Seytyakovo) یک منطقهٔ مسکونی در روسیه است که در باشقیرستان واقع شده‌است.